# Johan Wallens
Johan Wallens Otálvaro (Cali, Valle del Cauca, Colombia; 3 de agosto de 1992) es un futbolista colombiano. Que juega como arquero y actualmente se encuentra en el Alianza Valledupar FC de la Categoría Primera A de Colombia

## Selección nacional
Hizo parte de la nómina con la Selección de fútbol de Colombia Sub-17 en la Copa Mundial de Fútbol Sub-17 de 2009 y fue suplente.

### Campeonatos Sudamericanos
| Mundial                     | Sede   | Resultado    | Partidos | Goles |
| --------------------------- | ------ | ------------ | -------- | ----- |
| Sudamericano Sub-15 de 2007 | Brasil | Primera Fase | 0        | 0     |
| Sudamericano Sub-17 de 2009 | Chile  | Cuarto lugar | 0        | 0     |

### Participaciones en Copas del Mundo
| Mundial                     | Sede    | Resultado    | Partidos | Goles |
| --------------------------- | ------- | ------------ | -------- | ----- |
| Copa Mundial Sub-17 de 2009 | Nigeria | Cuarto lugar | 0        | 0     |

## Clubes
| Club               | País     | Año           |
| ------------------ | -------- | ------------- |
| Deportivo Cali     | Colombia | 2009 - 2010   |
| Cortuluá           | Colombia | 2011          |
| Pachuca            | México   | 2012          |
| Deportivo Cali     | Colombia | 2013 - 2014   |
| Real Santander     | Colombia | 2015          |
| Deportivo Cali     | Colombia | 2016          |
| Atlético           | Colombia | 2017 - 2018   |
| Deportivo Cali     | Colombia | 2018 - 2020   |
| Unión Magdalena    | Colombia | 2021          |
| Bogotá F. C.       | Colombia | 2022          |
| Deportivo Cali     | Colombia | 2023          |
| Unión Magdalena    | Colombia | 2024          |
| Alianza Valledupar | Colombia | 2025-presente |

## Estadísticas
| Club                       | Temporada     | Div.          | Liga  | Liga  | Copa Nacional | Copa Nacional | Copa Internacional | Copa Internacional | Total | Total |
| Club                       | Temporada     | Div.          | Part. | Goles | Part.         | Goles         | Part.              | Goles              | Part. | Goles |
| -------------------------- | ------------- | ------------- | ----- | ----- | ------------- | ------------- | ------------------ | ------------------ | ----- | ----- |
| Cortuluá F.C. · Colombia   | 2011          | 2.ª           | 3     | 0     | 2             | 0             | —                  | —                  | 5     | 0     |
| Cortuluá F.C. · Colombia   | Total club    | Total club    | 3     | 0     | 2             | 0             | —                  | —                  | 5     | 0     |
| Real Santander · Colombia  | 2015          | 2.ª           | 11    | 0     | 4             | 0             | —                  | —                  | 15    | 0     |
| Real Santander · Colombia  | Total club    | Total club    | 11    | 0     | 4             | 0             | —                  | —                  | 15    | 0     |
| Atlético F.C. · Colombia   | 2017          | 2.ª           | 27    | 0     | 3             | 0             | —                  | —                  | 30    | 0     |
| Atlético F.C. · Colombia   | 2018          | 2.ª           | 15    | 0     | 2             | 0             | —                  | —                  | 17    | 0     |
| Atlético F.C. · Colombia   | Total club    | Total club    | 42    | 0     | 5             | 0             | —                  | —                  | 47    | 0     |
| Deportivo Cali · Colombia  | 2018          | 1.ª           | 0     | 0     | 1             | 0             | 0                  | 0                  | 1     | 0     |
| Deportivo Cali · Colombia  | 2019          | 1.ª           | 20    | 0     | 4             | 0             | 0                  | 0                  | 24    | 0     |
| Deportivo Cali · Colombia  | 2020          | 1.ª           | 0     | 0     | 1             | 0             | 0                  | 0                  | 1     | 0     |
| Deportivo Cali · Colombia  | 2023          | 1.ª           | 3     | 0     | 6             | 0             | —                  | —                  | 9     | 0     |
| Deportivo Cali · Colombia  | Total club    | Total club    | 23    | 0     | 12            | 0             | 0                  | 0                  | 35    | 0     |
| Unión Magdalena · Colombia | 2021          | 2.ª           | 6     | 0     | 2             | 0             | —                  | —                  | 8     | 0     |
| Unión Magdalena · Colombia | Total club    | Total club    | 6     | 0     | 2             | 0             | —                  | —                  | 8     | 0     |
| Bogotá F.C. · Colombia     | 2022          | 2.ª           | 25    | 0     | 1             | 0             | —                  | —                  | 26    | 0     |
| Bogotá F.C. · Colombia     | Total club    | Total club    | 25    | 0     | 1             | 0             | —                  | —                  | 26    | 0     |
| Total carrera              | Total carrera | Total carrera | 110   | 0     | 26            | 0             | 0                  | 0                  | 136   | 0     |

## Palmarés

### Campeonatos nacionales
| Título                | Club           | País     | Año  |
| --------------------- | -------------- | -------- | ---- |
| Copa Colombia         | Deportivo Cali | Colombia | 2010 |
| Superliga de Colombia | Deportivo Cali | Colombia | 2014 |